# Jim McMillan
Jim „Jimmy” McMillan, właśc. James Dunn Templeton McMillan (ur. 3 grudnia 1945 w Glasgow) – brytyjski żużlowiec pochodzenia szkockiego.

## Życiorys
Srebrny medalista mistrzostw Szkocji par (1968). Wielokrotny finalista indywidualnych mistrzostw Wielkiej Brytanii (najlepsze wyniki: Coventry 1974 i Coventry 1976 – dwukrotnie VII miejsca). Finalista indywidualnych mistrzostw Australii (1969 – V miejsce). Złoty medalista drużynowych mistrzostw Wielkiej Brytanii (1982).
Reprezentant Szkocji na arenie międzynarodowej. Trzykrotny uczestnik finałów mistrzostw świata par (Malmö 1970 – IV miejsce, Rybnik 1971 – V miejsce, Eskilstuna 1976 – VI miejsce). Wielokrotny uczestnik eliminacji indywidualnych mistrzostw świata (najlepszy wynik: Coventry 1972 – VI miejsce w finale brytyjskim i awans – jako zawodnik rezerwowy – do finału światowego w Londynie, w którym – startując w dwóch biegach – zdobył 2 punkty). Czterokrotny uczestnik eliminacji drużynowych mistrzostw świata. 
W lidze brytyjskiej reprezentował barwy klubów: Glasgow Tigers (1966–1972, 1983), Coatbridge Tigers (1973), Hull Vikings (1974–1975), Wolverhampton Wolves (1976–1980), Belle Vue Aces (1981–1982), Oxford Cheethas (1984) oraz Berwick Bandits (1984–1986).